# Ambigolimax
Ambigolimax Pollonera, 1887 è genere di molluschi gasteropodi terrestri della famiglia Limacidae.

## Tassonomia
Comprende le seguenti specie:
- Ambigolimax nyctelius (Bourguignat, 1861)
- Ambigolimax valentianus (A. Férussac, 1821)